# Pseudastylopsis
Pseudastylopsis är ett släkte av skalbaggar. Pseudastylopsis ingår i familjen långhorningar.
Kladogram enligt Catalogue of Life:
| Pseudastylopsis | \| \| Pseudastylopsis nebulosus \| \| \| \| \| \| Pseudastylopsis nelsoni \| \| \| \| \| \| Pseudastylopsis pini \| \| \| \| \| \| Pseudastylopsis squamosus \| \| \| \| |
|                 | \| \| Pseudastylopsis nebulosus \| \| \| \| \| \| Pseudastylopsis nelsoni \| \| \| \| \| \| Pseudastylopsis pini \| \| \| \| \| \| Pseudastylopsis squamosus \| \| \| \| |
|                 | Pseudastylopsis nebulosus |
|                 | |
|                 | Pseudastylopsis nelsoni |
|                 | |
|                 | Pseudastylopsis pini |
|                 | |
|                 | Pseudastylopsis squamosus |
|                 | |